# Ranchería Guachamoachi
Ranchería Guachamoachi är en ort i Mexiko.   Den ligger i kommunen Balleza och delstaten Chihuahua, i den nordvästra delen av landet, 1 100 km nordväst om huvudstaden Mexico City. Ranchería Guachamoachi ligger 2 243 meter över havet och antalet invånare är 151.
Terrängen runt Ranchería Guachamoachi är kuperad åt nordväst, men åt sydost är den platt. Runt Ranchería Guachamoachi är det mycket glesbefolkat, med 3 invånare per kvadratkilometer. Närmaste större samhälle är Baquiriachi, 15,6 km öster om Ranchería Guachamoachi. Omgivningarna runt Ranchería Guachamoachi är i huvudsak ett öppet busklandskap.